# Зайцев Олександр Віталійович
Олекса́ндр Віта́лійович За́йцев — полковник МВС України.

## З життєпису
Станом на березень 2013 року — підполковник, начальник управління оперативної служби ГУМВС в Донецькій області.
Станом на березень 2017 року — начальник управління, ГУНП в Донецькій області. З дружиною проживають у місті Краматорськ.

## Нагороди
2 серпня 2014 року — за особисту мужність і героїзм, виявлені у захисті державного суверенітету та територіальної цілісності України, вірність військовій присязі під час російсько-української війни, відзначений — нагороджений орденом «За мужність» III ступеня.